# Пльонтек
„Пльонтек“ е български игрален филм от 1991 година на режисьора Борислав Шаралиев, по сценарий на Виктор Пасков. Оператор е Емил Христов.

## Сюжет
Пльонтек е момче със слаба физика и травмирана психика. За да укрепне, го изпращат в детски санаториум. Там има установени правила на взаимоотношения между възпитаниците. „Черните пирати“ със заплахи и бой налагат своите порядки. Пльонтек разбира, че свободата и всеобщата справедливост не съществуват. Негова сила стават хитростта, коварството и умът. Така той става пълновластен господар на малкото царство от малтретирани, озлобени и подчинени поданици. Кръгът се затваря до появата на следващия желаещ да се пребори със злото...

## Актьорски състав
- Димитър Попов – Пльонтек
- Адриана Андреева – Главната лекарка
- Янина Кашева – Медицинската сестра Нели
- Жулиета Ралева – Майката на Пльонтек
- Пепа Николова – Майката на Афро
- Аспарух Аспарухов – Бащата на Афро
- Евелина Борисова – Лили
- Георги Кодов – Главен лекар
- Пламен Бочев – Брат на Афро
- Надя Тодорова – Мария Калас
- Камен Цонев
- Радомир Балабанов
- Иван Стаменов
- Боян Ковачев
- Елена Стоименова